# Шанмата

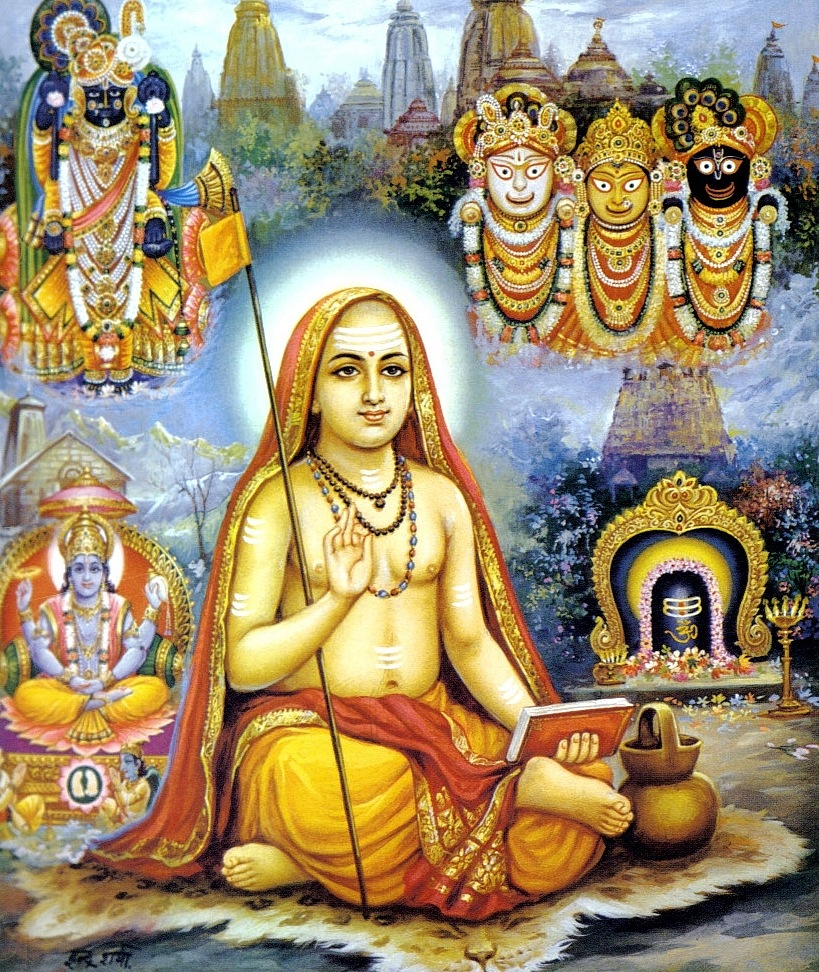
Шанкара — основатель традиции смартизма

Шанма́та (санскр. षण्मत, IAST: ṣaṇmata, «шесть путей») — система поклонения в традиции смарта в индуизме, основанная в VIII веке Шанкарой, которого, после создания этой системы, стали именовать титулом «Шанмата-стхапаначарья» (санскр. षण्मतस्थापनाचार्य, IAST: ṣaṇmatasthāpanācārya, «Основатель системы шести путей»).
До реформ Шанкары было распространено почитание пяти основных божеств (Панчадева: Ганапати, Вишну, Сурья, Шива и Шакти), почитатели которых систематически спорили между собою. Шанкара добавил к этим богам Сканду-Кумару и своими трудами примирил последователей этих богов, сумев доказать, что все эти боги являются лишь проявлением Сагуна-Брахмана и что выбор почитания того или иного бога — Ишта-деваты — зависит лишь от индивидуальных наклонностей верующего.
В настоящий момент термин «Шанмата» употребляется как синоним термину «Смартизм».